# Weather Report (1971년 음반)
| 전문가 평가                          | 전문가 평가 |
| 평가 점수                            | 평가 점수   |
| 출처                                 | 점수        |
| ------------------------------------ | ----------- |
| Allmusic                             | [ 1 ]       |
| Christgau's Record Guide             | B           |
| The Rolling Stone Jazz Record Guide  | [ 3 ]       |
| Sputnikmusic                         | 4/5         |
| The Penguin Guide to Jazz Recordings | [ 5 ]       |

《Weather Report》는 1971년 5월 12일, 컬럼비아 레코드에서 발매된 미국의 재즈 퓨전 밴드 웨더 리포트의 데뷔 스튜디오 음반이다. 이 음반은 소니에 의해 재발매되었고 1991년 11월, 뉴욕의 소니 뮤직 스튜디오에서 빅 아네시니에 의해 디지털 리마스터드되었다.

## 라이너 노트
당시 컬럼비아 레코드의 회장이었던 클라이브 데이비스는 음반 뒷면 소매에 글을 쓰면서 "창작하는 사람과 모방하는 사람, 두 가지 종류의 음악가가 항상 있었습니다. 날씨 보고서가 작성됩니다. 그것은 음악에서 보기 드문 것입니다. 오리지널입니다. 이 재능 있는 젊은 음악가들은 함께 머리와 마음을 열기 위한 마음과 상상력을 위한 사운드트랙인 웨더 리포트를 만들었습니다."

## 곡 목록
| #  | 제목              | 작곡                              | 재생 시간 |
| -- | ----------------- | --------------------------------- | --------- |
| 1. | 〈Milky Way〉     | 웨인 쇼터, 조 자비눌              | 2:33      |
| 2. | 〈Umbrellas〉     | 쇼터, 자비눌, 미로슬라브 비토우스 | 3:27      |
| 3. | 〈Seventh Arrow〉 | 비토우스                          | 5:23      |
| 4. | 〈Orange Lady〉   | 자비눌                            | 8:44      |

| #  | 제목             | 작곡     | 재생 시간 |
| -- | ---------------- | -------- | --------- |
| 5. | 〈Morning Lake〉 | 비토우스 | 4:26      |
| 6. | 〈Waterfall〉    | 자비눌   | 6:20      |
| 7. | 〈Tears〉        | 쇼터     | 3:25      |
| 8. | 〈Eurydice〉     | 쇼터     | 5:45      |